# Hohenzollern (Schiff, 1880)
Die Hohenzollern war eine Staatsyacht des Deutschen Reiches. Sie diente den deutschen Kaisern für repräsentative Zwecke. Das Schiff gehörte zur Kaiserlichen Marine und wurde als Aviso in der Liste der Kriegsschiffe geführt. Mit dem Stapellauf der als Ersatzbau dienenden gleichnamigen Yacht am 27. Juni 1892 wurde das Schiff in Kaiseradler umbenannt.

## Bau
Zu Beginn der 1870er Jahre bestand die Notwendigkeit zum Bau einer neuen Staatsyacht für den Kaiser des Anfang 1871 gegründeten Deutschen Reiches. Die bis dahin als Yacht genutzte Grille schien aufgrund der geringen Größe und mangelnder Seetüchtigkeit für Repräsentationszwecke nicht mehr geeignet. Daher wurde die in Kiel ansässige Norddeutsche Schiffbau A.G. 1874 mit der Erstellung eines Entwurfes für eine neue Yacht, im Folgejahr auch mit ihrem Bau beauftragt. Das Schiff stand am 5. Juli 1876 zum Stapellauf bereit. Dabei wurde es vom Direktor der Admiralität, Konteradmiral Ludwig Henk, nach dem Stammhaus der preußischen Könige auf den Namen Hohenzollern getauft. Die Fertigstellung des Schiffs zog sich bis in das Frühjahr 1880 hin.

## Technik
Die Hohenzollern wurde als Querspant-Eisenbau ausgeführt, verfügte jedoch über hölzerne Decks. Der Rumpf war in sechs wasserdichte Abteilungen unterteilt. Die Konstruktionsverdrängung wurde auf 1707 t berechnet, die maximale Verdrängung des einsatzbereiten Schiffs lag bei 1962 t. Der Rumpf war insgesamt 90,65 m lang, die Konstruktionswasserlinie maß 81,9 m. Die maximale Breite des Schiffs betrug 17,7 m, wovon ein beträchtlicher Teil auf die beiden seitlichen Kästen der Schaufelräder entfiel. Der Schiffskörper an sich maß 10,36 m an seiner breitesten Stelle. Bei maximaler Verdrängung betrug der Tiefgang 4,24 m vorn und 4,66 m achtern.
Die elektrische Ausrüstung der Hohenzollern wurde mit einer Spannung von 67 V betrieben. Sie wurde durch drei Generatoren gespeist, die zusammen eine Leistung von 31 kW erzeugten.
Die Besatzung bestand aus neun Offizieren und 136 bis 145 Mannschaften.
Die Hohenzollern galt als gutes Seeschiff, hatte aber mit den Nachteilen des Radantriebes zu kämpfen. So war beispielsweise ein Steuern mit dem Ruder bei Rückwärtsfahrt nicht möglich. Bei starker See nahm das Schiff viel Wasser über, verlor dafür gegen See jedoch nur wenig an Fahrt.

### Antriebsanlage
Die Maschinenanlage bestand aus einer zweizylindrigen oszillierenden Dampfmaschine der Firma F. A. Eggels in Berlin. Diese wurden von sechs querstehenden Kofferkessel desselben Herstellers mit Dampf versorgt. Vier davon waren im Heizraum vor dem Maschinenraum untergebracht, die beiden anderen dahinter. Die Kessel verfügten über insgesamt 22 Feuerungen und einer Heizfläche von 1018 m². Sie erzeugten einen Dampfdruck von 2 atü. Die Dampfmaschine sollte eine Leistung von 3000 PSi erzeugen, übertraf diesen Wert jedoch um 180 PSi. Sie wirkte auf die beiden seitlich des Rumpfs angebrachten Schaufelräder, die 8,23 m im Durchmesser maßen und über jeweils zwölf Schaufeln verfügten. Die  Antriebsanlage konnte die Hohenzollern auf eine maximale Geschwindigkeit von 15,7 kn beschleunigen. Der mitgeführte Brennstoffvorrat von 220 t Kohle ermöglichte dem Schiff eine Reichweite von 1870 sm bei einer Marschgeschwindigkeit von 10 kn.
Zur Unterstützung des Dampfantriebes verfügte die Hohenzollern über eine Takelage. Das Schiff war als Schoner geriggt und mit einer Segelfläche von 356 m² an zwei Masten versehen.

### Bewaffnung
Die ursprüngliche Bewaffnung bestand aus zwei als Prunkgeschütze ausgeführten 12,5-cm-L/23-Ringkanonen. Diese waren ein Geschenk der Essener Firma Krupp und verfügten über eine maximale Schussweite von 5,4 km. Für die Geschütze wurden insgesamt 180 Schuss Munition an Bord mitgeführt. 1884 erfolgte eine Umarmierung der Hohenzollern. Anstelle der 12,5-cm-Geschütze wurden zwei 8,7 cm L/24 Rk eingebaut, die eine Reichweite von 4,7 km besaßen. Außerdem kamen fünf 3,7 cm-Revolverkanonen mit einer Reichweite von 3,2 km an Bord. Für die 8,7-cm-Geschütze waren 220 Schuss, für die Revolverkanonen 2200 Schuss Munition vorrätig.
Die Prunkgeschütze wurden später im Museum für Meereskunde und im Zeughaus in Berlin ausgestellt und gelten seit 1945 als verschollen.

## Einsatz

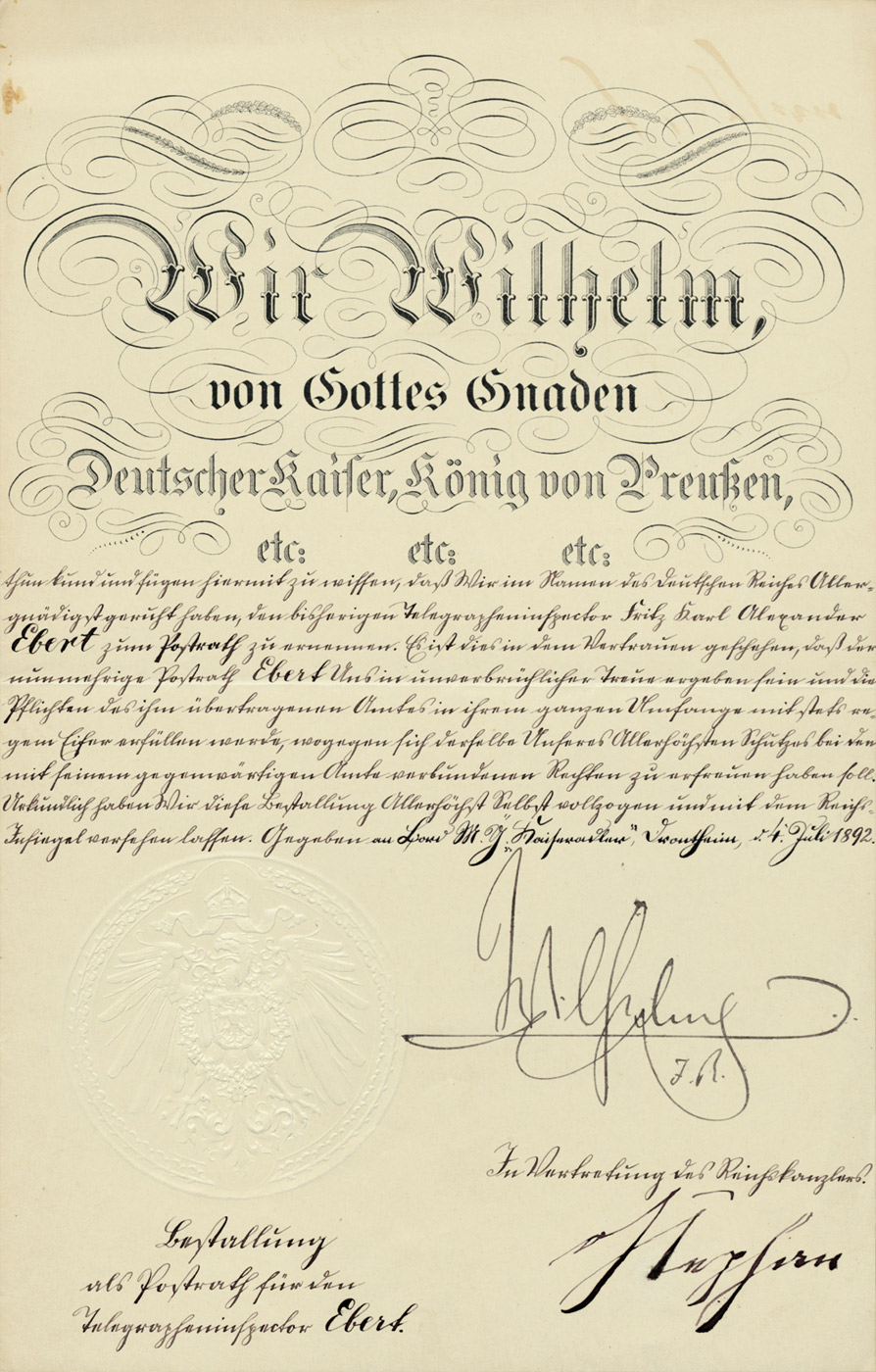
Urkunde Kaiser Wilhelms II., ausgestellt an Bord M. Y. „Kaiseradler“ am 4. Juli 1892

Die Hohenzollern wurde am 10. April 1880 erstmals in Dienst gestellt und führte zunächst die üblichen Probefahrten durch. Nach einer durch einen Werftaufenthalt bedingten Unterbrechung vom 12. bis 20. Mai konnten diese Mitte Juni abgeschlossen werden. Der erste Einsatz als Staatsyacht erfolgte vom 22. bis 28. Juli, als sich Kronprinz Friedrich und Prinz Wilhelm an Bord befanden. Von der Hohenzollern aus beobachteten beide verschiedene Manöver, darunter das Legen einer Minensperre sowie die Versenkung der Barbarossa durch einen scharfen Torpedoschuss der Zieten, sowie den Stapellauf der Baden. Am 29. September hielten sich beide erneut auf der Yacht auf, um der von einer Weltreise heimkehrenden Prinz Adalbert entgegenzufahren. An dieser fast zweijährigen Weltumsegelung hatte der spätere Großadmiral Prinz Heinrich von Preußen im Rang eines Unterleutnants zur See teilgenommen. Die Hohenzollern wurde am 11. November wieder außer Dienst gestellt.
Im Jahr 1881 wurde die Yacht lediglich vom 1. bis zum 27. September aktiviert. Nach dem Abschluss des Dreikaiserbundes im Juni 1881 kam es in der Putziger Wiek zu einer Begegnung zwischen Zar Alexander III. und Kaiser Wilhelm I. sowie Otto von Bismarck, die sich am 9. und 10. September an Bord der Hohenzollern aufhielten. Am 17. September beobachtete der Kaiser von der Yacht aus Manöver der Flotte. Dabei löste er die elektrische Zündung einer Mine aus, durch deren Explosion eine Ruderkanonenschaluppe versenkt wurde. Ebenso kam es zu einem scharfen Torpedoschuss der Blücher auf die Hulk Elbe.
Zur nächsten Indiensthaltung der Hohenzollern kam es erst nach der Thronbesteigung Wilhelms II. im Jahr 1888. Die Yacht wurde am 5. Juli unter dem Kommando von Prinz Heinrich in Dienst gestellt. Am 14. Juli begann der neue Kaiser eine Besuchsreise zu den Monarchen Russlands, Schwedens und Dänemarks nach Sankt Petersburg, Stockholm und Kopenhagen. Ende des Monats war die Hohenzollern in Kiel zurück. Im September beobachtete der marinebegeisterte Kaiser von der Yacht aus die stattfindenden Herbstmanöver. Am 29. September wurde das Schiff außer Dienst gestellt.
Die Hohenzollern wurde am 28. Mai 1889 wieder aktiviert. Vom 1. bis 27. Juli diente die Yacht dem Kaiser für eine Nordlandreise, die bis zum Nordkap führte. Auch für den kurz darauf stattfindenden Besuch Wilhelms bei seiner Großmutter Königin Victoria nutzte er vom 31. Juli bis zum 10. August das Schiff. Im Oktober und November unternahm das Kaiserpaar mit der Yacht eine Reise nach Griechenland, um an der Hochzeit der Schwester Wilhelms, Prinzessin Sophie von Preußen, teilzunehmen. Auch wurden der osmanische Sultan Abdülhamid II. in Konstantinopel sowie die österreichische Kaiserin Elisabeth auf Korfu besucht. Nach der Rückkehr nach Kiel wurde die Besatzung der Hohenzollern reduziert, das Schiff blieb jedoch weiterhin in Dienst.
Nachdem im April 1890 die Besatzung wieder auf Sollstärke aufgefüllt worden war, unternahm Wilhelm II. Ende Juni eine Besuchsreise zu Oskar II. als norwegischen Herrscher sowie zu König Leopold II. von Belgien. Am 9. August brachte die Hohenzollern den Kaiser nach Helgoland, das an diesem Tag offiziell in Besitz genommen wurde. Ebenfalls im August kam es schließlich zum Zusammentreffen Wilhelms mit Alexander III. in Kronstadt. Das Treffen sollte eine russisch-französische Annäherung nach dem Auslaufen des Rückversicherungsvertrages unterbinden, blieb jedoch ergebnislos. Da eine Überholung der Hohenzollern notwendig geworden war, wurde die Yacht am 16. Dezember außer Dienst gestellt.
Am 2. Juni 1891 konnte das Schiff wieder in Dienst gestellt werden. Der Kaiser nutzte das Schiff für einen Besuch bei Königin Emma in den Niederlanden sowie für eine erneut bis zum Nordkap führende Norwegenreise. Ab Oktober diente das frühere Segelschulschiff Niobe während des Winters als Wohnschiff für die wiederum reduzierte Besatzung der Hohenzollern. Nachdem es zu einem weiteren Treffen zwischen Wilhelm II. und Alexander III. gekommen war, befand sich die Yacht ab dem 25. Juni in Stettin. Dort fand zwei Tage später der Stapellauf des Avisos St, der neuen Kaiseryacht, statt. Da dieser wiederum auf den Namen Hohenzollern getauft wurde, erhielt der alte Raddampfer den Namen Kaiseradler. Der am 2. Februar unter diesem Namen vom Stapel gelaufene Kreuzer wurde in Seeadler umbenannt. Im Juli erfolgte eine bis Tromsø führende Norwegenreise. Am 27. Juli hielt sich die Kaiseradler in Wilhelmshaven auf, wo der Stapellauf des durch den Kaiser getauften Panzerschiffes Heimdall stattfand. Anfang August brachte die Yacht Wilhelm zu einem Besuch Königin Viktorias nach Cowes. Vom 25. September bis zum 6. Oktober war das Schiff erneut nach England unterwegs, diesmal mit Prinz Heinrich und seiner Gemahlin Irene an Bord. Am 11. Oktober wurde die Besatzung der Kaiseradler reduziert. Da die neue Hohenzollern am 8. April 1893 in Dienst gestellt werden konnte, war ein Einsatz der Kaiseradler als Staatsyacht nicht mehr notwendig. Das Schiff wurde daher am 16. Oktober 1893 außer Dienst gestellt.
Im Sommer 1895 fand die letzte Nutzung der Kaiseradler statt. Das Schiff wurde am 1. Juni in Dienst gestellt und war an der Einweihung des Kaiser-Wilhelm-Kanals am 21. Juni beteiligt. Während der Feierlichkeiten befanden sich mehrere Ehrengäste, unter anderem König Albert von Sachsen, König Wilhelm II. von Württemberg sowie Prinzregent Luitpold von Bayern, an Bord des Avisos. Am 28. August fand die letztmalige Außerdienststellung des Schiffs statt.

## Verbleib
Zeitweise vorhandene Überlegungen, die Kaiseradler Kronprinz Wilhelm zur Verfügung zu stellen, wurden nicht umgesetzt. Der Aviso wurde im Frühjahr 1906 nach Danzig überführt und lag dort in den folgenden Jahren an der Kaiserlichen Werft. Am 26. Mai 1909 erfolgte die Streichung aus der Liste der Kriegsschiffe. Die Kaiseradler sollte im November 1909 sowie am 1. August 1910 versteigert werden, jedoch unterblieb ein Verkauf jeweils aufgrund zu geringer Gebote. Auch der Versuch der Danziger Werft J. W. Klawitter, die Yacht an eine chilenische Reederei zu verkaufen, scheiterte. Letztlich ging der Aviso Ende Juli 1912 in den Besitz der Handelsgesellschaft für Armee, Marine und Großbetriebe mbH in Geestemünde über. Die Verkleidungen der Schaufelräder wurde dem Heimatmuseum in Vegesack übergeben, das Mobiliar und sonstiges Inventar an früher an Bord des Schiffes tätige Offiziere verkauft. Die Kaiseradler wurde noch 1912 in Danzig abgewrackt. Damit endete die Existenz der Yacht acht Jahre vor der Grille, die sie ursprünglich hatte ersetzen sollen.

## Kommandanten
| 10. April bis 11. November 1880 | Korvettenkapitän Hans Georg von Nostitz                  |
| 1. bis 27. September 1881       | Kapitän zur See Hans Georg von Nostitz                   |
| 5. Juli bis 8. August 1888      | Korvettenkapitän Heinrich von Preußen                    |
| 28. Mai 1889 bis Dezember 1889  | Kapitän zur See Volkmar von Arnim                        |
| Dezember 1889 bis März 1890     | Kapitänleutnant Alfred Breusing (reduzierte Besatzung)   |
| April 1890 bis September 1890   | Kapitän zur See Volkmar von Arnim                        |
| September bis 16. Dezember 1890 | Kapitänleutnant Oskar von Truppel (reduzierte Besatzung) |
| 2. Juni 1891 bis September 1891 | Kapitän zur See Volkmar von Arnim                        |
| September 1891 bis April 1892   | Kapitänleutnant Hermann Gercke (reduzierte Besatzung)    |
| April 1892 bis Oktober 1892     | Kapitän zur See Volkmar von Arnim                        |
| Oktober 1892 bis Oktober 1893   | Kapitänleutnant Hermann Gercke (reduzierte Besatzung)    |
| 1. Juni bis 28. August 1895     | Korvettenkapitän Oscar Stiege                            |